# Beryli iodide
Beryli iodide là một hợp chất hóa học vô cơ có thành phần gồm hai nguyên tố là beryli và iod, với công thức hóa học được quy định là BeI2. Hợp chất này có tính hút ẩm và phản ứng dữ dội với nước, tạo thành acid iodhydric.

## Điều chế và phản ứng
Beryli iodide có thể được điều chế bằng cách cho kim loại beryli phản ứng với iod nguyên chất với nhiệt độ trong khoảng từ 500–700 ℃:
Be + I2 → BeI2
Beryli iodide cũng được hình thành khi cho beryli carbide phản ứng với hydro iodide trong không khí:
Be2C + 4HI → 2BeI2 + CH4↑
Iod ở trong hợp chất beryli iodide có thể dễ dàng bị thay thế bằng các halogen khác; nó phản ứng với fluor tạo beryli fluoride và fluoride của iod, với chlor cho beryli chloride và với brom tạo thành beryli bromide. Ngoài ra, beryli iodide cũng phản ứng dữ dội với các chất oxy hóa như chlorrat và permanganat để tạo ra hơi tím của iod. Chất rắn và hơi đều dễ cháy trong không khí.

## Các ứng dụng
Beryli iodide có thể được sử dụng để điều chế beryli có độ tinh khiết cao bởi sự phân hủy của hợp chất trên dây vonfam nóng.